# Linterna eléctrica

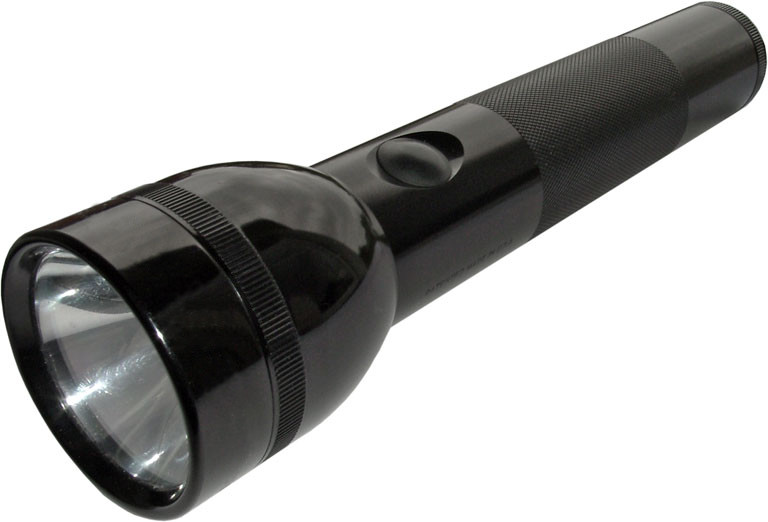
Linterna

Una linterna o lámpara de mano es un aparato portátil de iluminación que funciona por medio de pilas o baterías eléctricas.
- Suele estar compuesta de una carcasa que alberga las pilas y la bombilla.
- Es primaria, es decir, que produce luz propia no reflejada.

Algunos modelos incorporan varios tipos de iluminación en la misma linterna: una lámpara fluorescente, un intermitente para señalización y un dispositivo óptico para obtener un haz luminoso dirigible.
La ventaja que tiene el empleo de lámparas fluorescentes es que su rendimiento es mayor, y por lo tanto, producen más iluminación con un bajo consumo de energía, favoreciendo el menor desgaste de pilas o baterías. Sin embargo, esta es una luz muy difuminada que no sirve para alumbrar objetivos concretos, y es más adecuada para iluminar una estancia, como una pequeña habitación o el interior de una tienda de campaña.

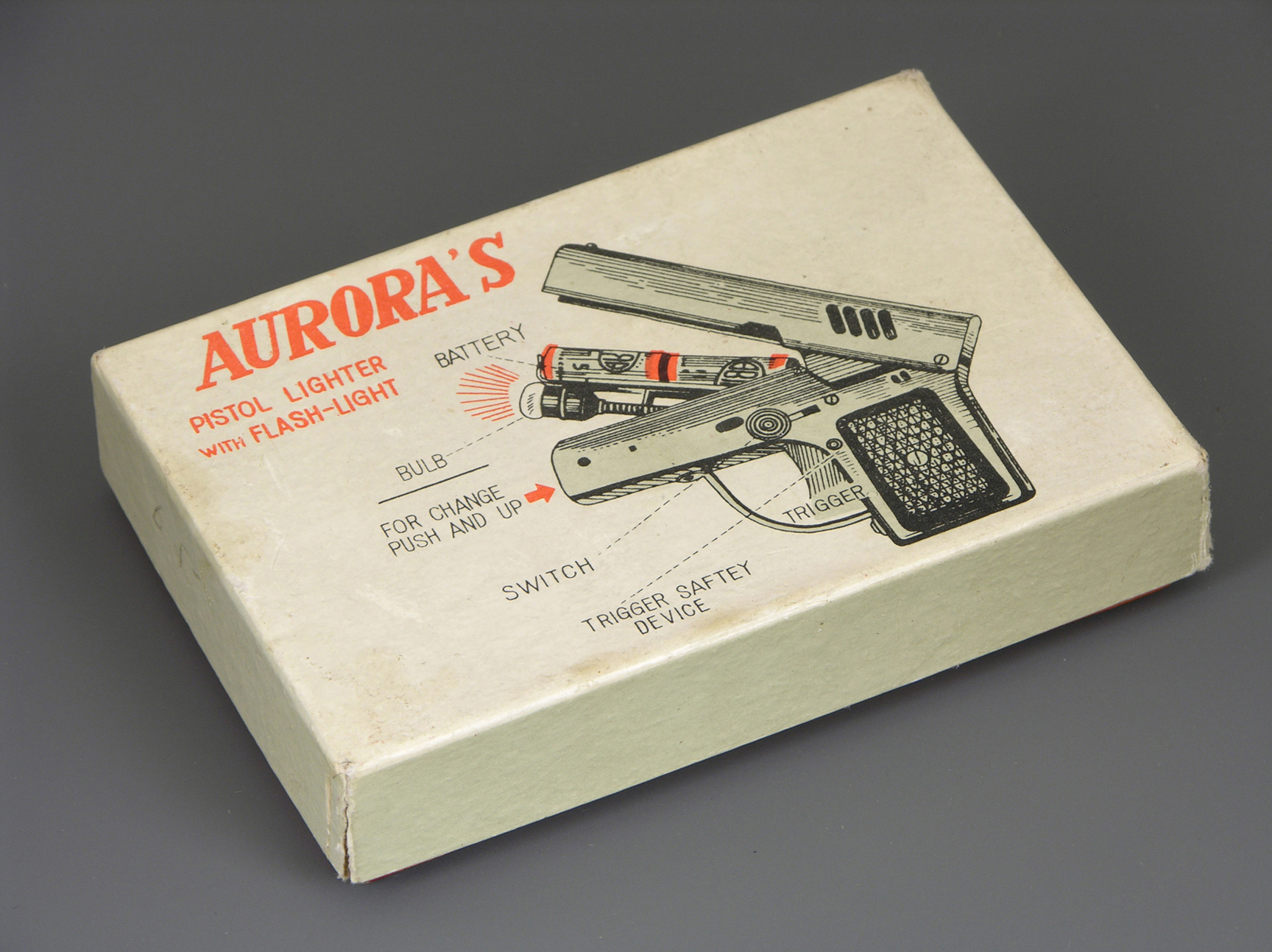
Linterna en forma de pistola (mediados del) de la colección permanente del Museo del Objeto del Objeto.

Otra nueva tecnología que puede alargar la duración de las baterías o pilas consiste en sustituir la bombilla por varios diodos led de alta potencia. Al ser el consumo de un led considerablemente reducido, las baterías tienen una mayor durabilidad. Los diodos led ofrecen una luz más blanca que las de las bombillas, pero también se pueden obtener en diferentes colores.
Además de su función principal que es la de iluminar, las linternas se pueden usar para hacer señales o indicar una localización (baliza).

## Linterna a dinamo
Gracias al desarrollo de los diodos led, que consumen muy poca energía, se han comenzado a comercializar linternas cuyo suministro energético proviene de una dinamo en lugar de pilas intercambiables. La recarga de la dinamo se consigue agitando la linterna de arriba abajo, accionando una palanca o girando una manivela. Dado que la energía producida con la dinamo se perdería en el mismo momento de ser producida, estas linternas poseen también condensadores o pilas recargables que almacenan la energía producida y la van proporcionando posteriormente.

## Historia
En 1887 se inventó la primera batería de células secas. A diferencia de las baterías anteriores, utilizaban un electrolito de pasta en lugar de un líquido y eran las primeras baterías para los dispositivos eléctricos portátiles, ya que no se derraman ni se rompen fácilmente y funcionan con cualquier orientación. Las primeras baterías secas producidas en masa llegaron en 1896, y la invención de las luces eléctricas portátiles siguió pronto. Las luces eléctricas portátiles manuales ofrecían muchas ventajas en conveniencia y seguridad sobre las antorchas, las velas y las linternas (de combustión). La lámpara eléctrica era inodora, sin humo y emitía menos calor que la iluminación de combustión. Se podía encender y apagar al instante, y evitar el riesgo de incendio.
El 10 de enero de 1899, el inventor británico David Misell obtuvo la patente de Estados Unidos U.S. n.º 617.592, asignada a la American Electrical Novelty and Manufacturing Company. Este "dispositivo eléctrico" diseñado por Misell estaba alimentado por pilas "D" dispuestas en un tubo de papel con la bombilla y un reflector de latón áspero al final. La compañía donó algunos de estos dispositivos a la Policía de la ciudad de Nueva York, quienes respondieron favorablemente.

## Fotos

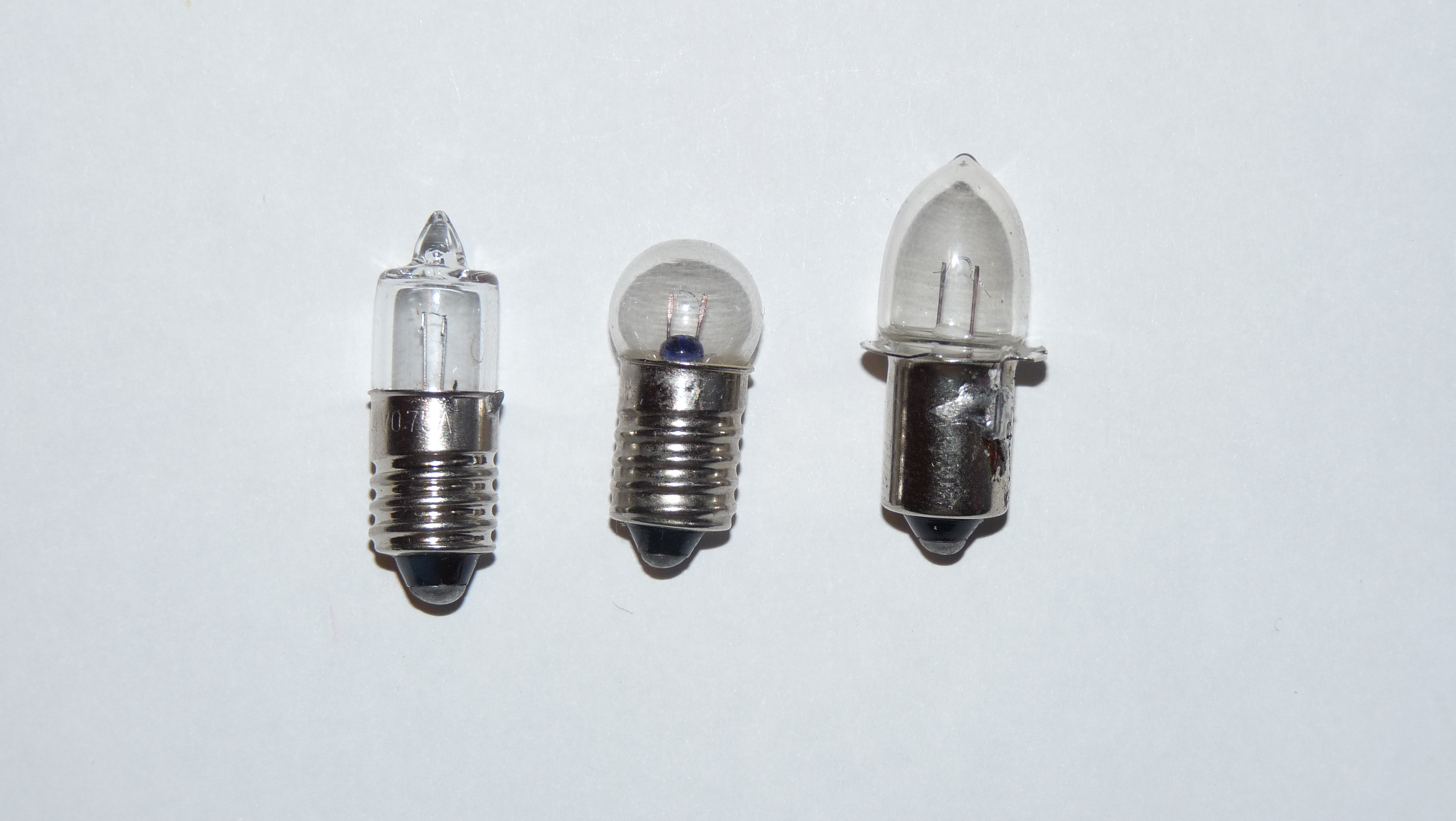
Los focos a filamento de tungsteno pudieron miniaturizarse, convirtiendo la linterna eléctrica en una herramienta versátil
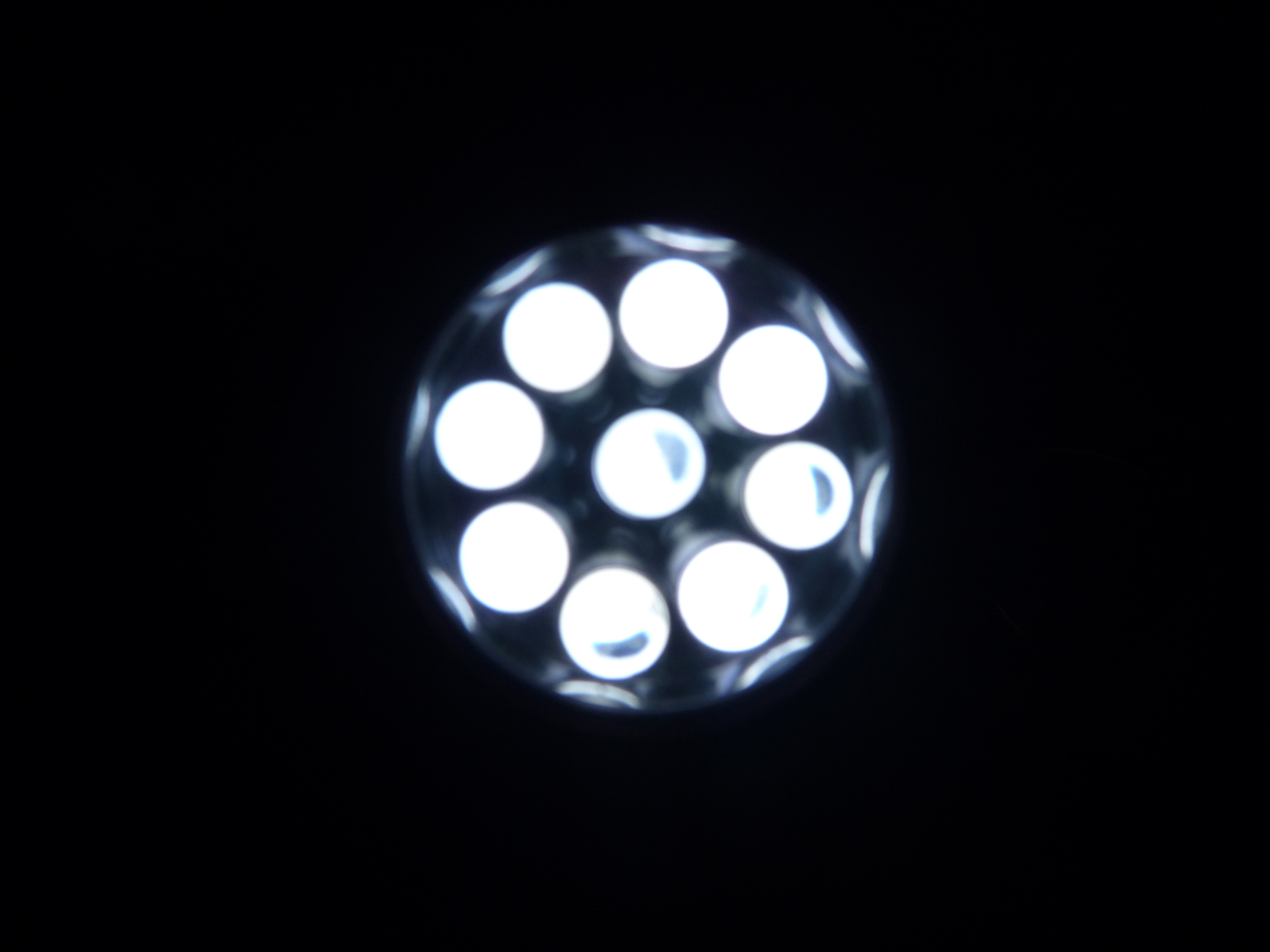
Múltiples LEDs de 5mm pueden llegar a usarse en linternas pequeñas
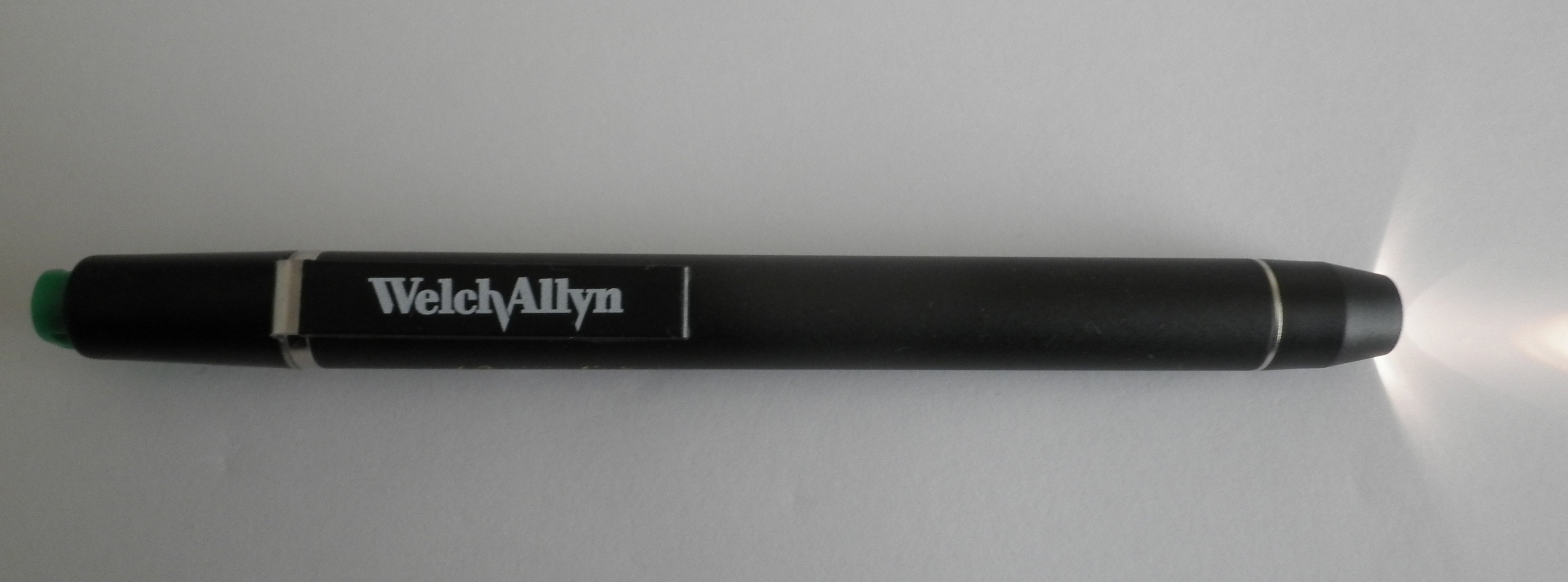
La linterna halógena de bolsillo es utilizada por los médicos para observar la respuesta refleja de la pupila